# Teamevangelisation
Teamevangelisation är en ekumenisk kristen förening som arrangerar konferenser vid påsk och nyår, verksamheten sker i nära samarbete med lokala församlingar. Teamevangelisation arrangerar även Nytt Liv-konferenser runt om i Sverige under året och evangeliserar även på exempelvis Hultsfredsfestivalen. Teamevangelisation syftar till att ge ökad bibelkunskap, ge hjälp till fördjupad gemenskap med Jesus Kristus, medverka till större engagemang, ansvar och utrustning för aktivt kristet arbete samt inspirera och uppmuntra de lokala församlingarna som föreningen samarbetar med.
Nyårsfestivalen 2012 äger rum i Sunne i Värmland.